# Шилохвость
Ши́лохвость, обыкновенная шилохвость, шилохвостка, острохвост или (устар.) шилень (лат. Anas acuta) — многочисленная и одна из наиболее распространённых уток в мире. Гнездится на разнообразных внутренних водоёмах Европы, Азии и Северной Америки. Наиболее обычна на севере — в тундре, лесотундре и северной части тайги, но также встречается в южной тайге, подтайге, широколиственных лесах, лесостепной и степной зонах. Птица открытых ландшафтов, избегает лесных тенистых водоёмов. Почти везде перелётная птица, зимует в субтропиках и тропиках, на юге умеренной зоны к югу и западу от гнездового ареала.
По мнению ряда авторов, это одна из наиболее привлекательных уток. Самец в брачном наряде имеет контрастное оперение, в котором преобладают серые и каштановые тона, а чёрный и белый цвета не являются доминирующими, как у многих родственных видов. Кроме того, у шилохвости стройное изящное телосложение, и вытянутая шея наряду с длинным игловидным хвостом самца только подчёркивает это обстоятельство. Буроватый пёстрый окрас самки во многом схож с таковым у других уток.
Шилохвость быстро летает и легко поднимается с воды без длительного разбега. Хорошо держится на воде, но почти никогда полностью не заныривает, даже в случае опасности. Корм добывает на поверхности и на мелководье со дна водоёмов, опрокидываясь вниз головой. Питается моллюсками, рачками, личинками водных насекомых, а также семенами, корешками и зеленью водных и околоводных растений. Гнездится в траве либо на почти полностью голом грунте, как правило, недалеко от водоёма. В кладке обычно 7—10 желтоватых или зеленоватых яиц.

## Описание

### Внешний вид

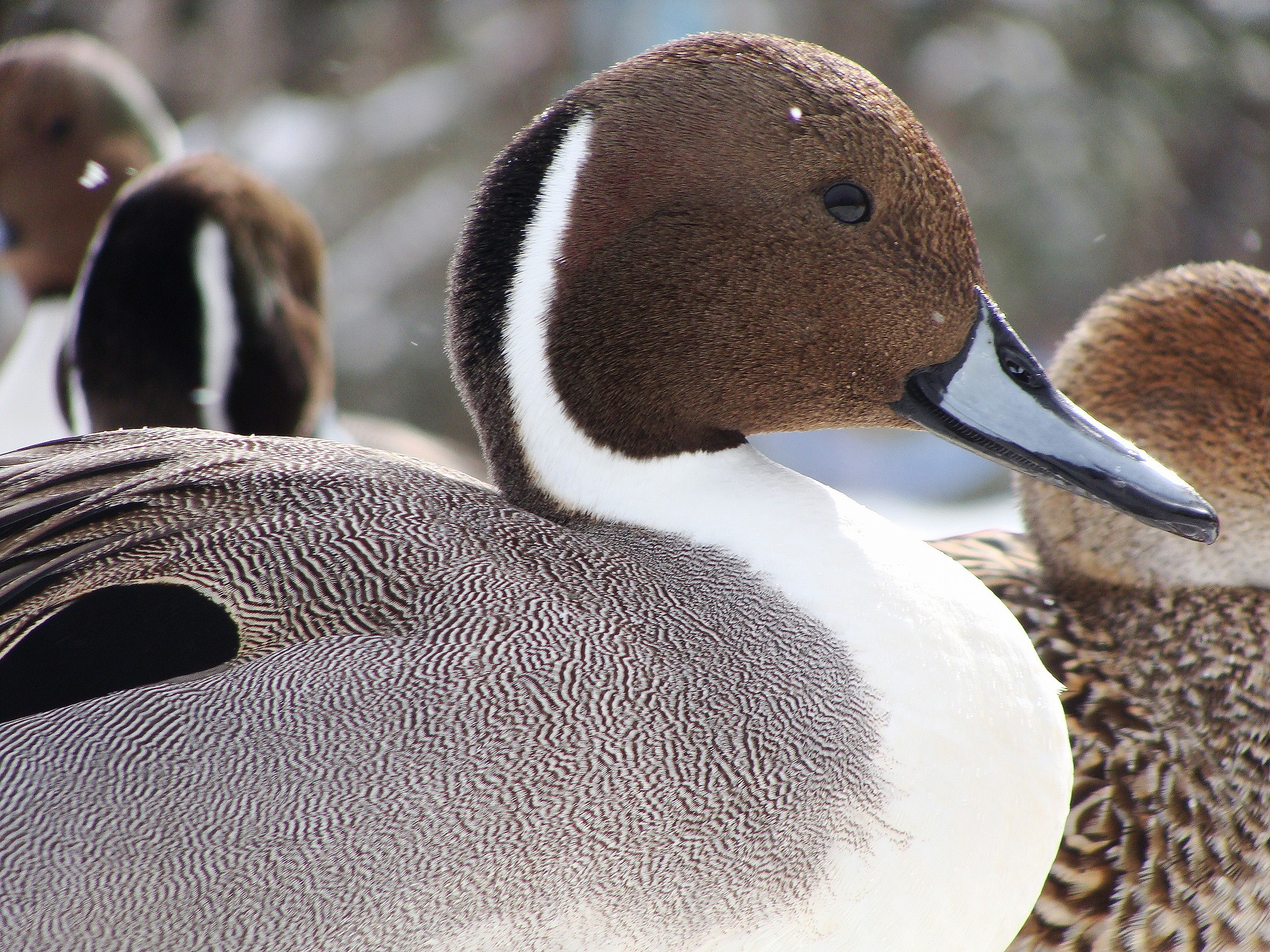
Селезень крупным планом

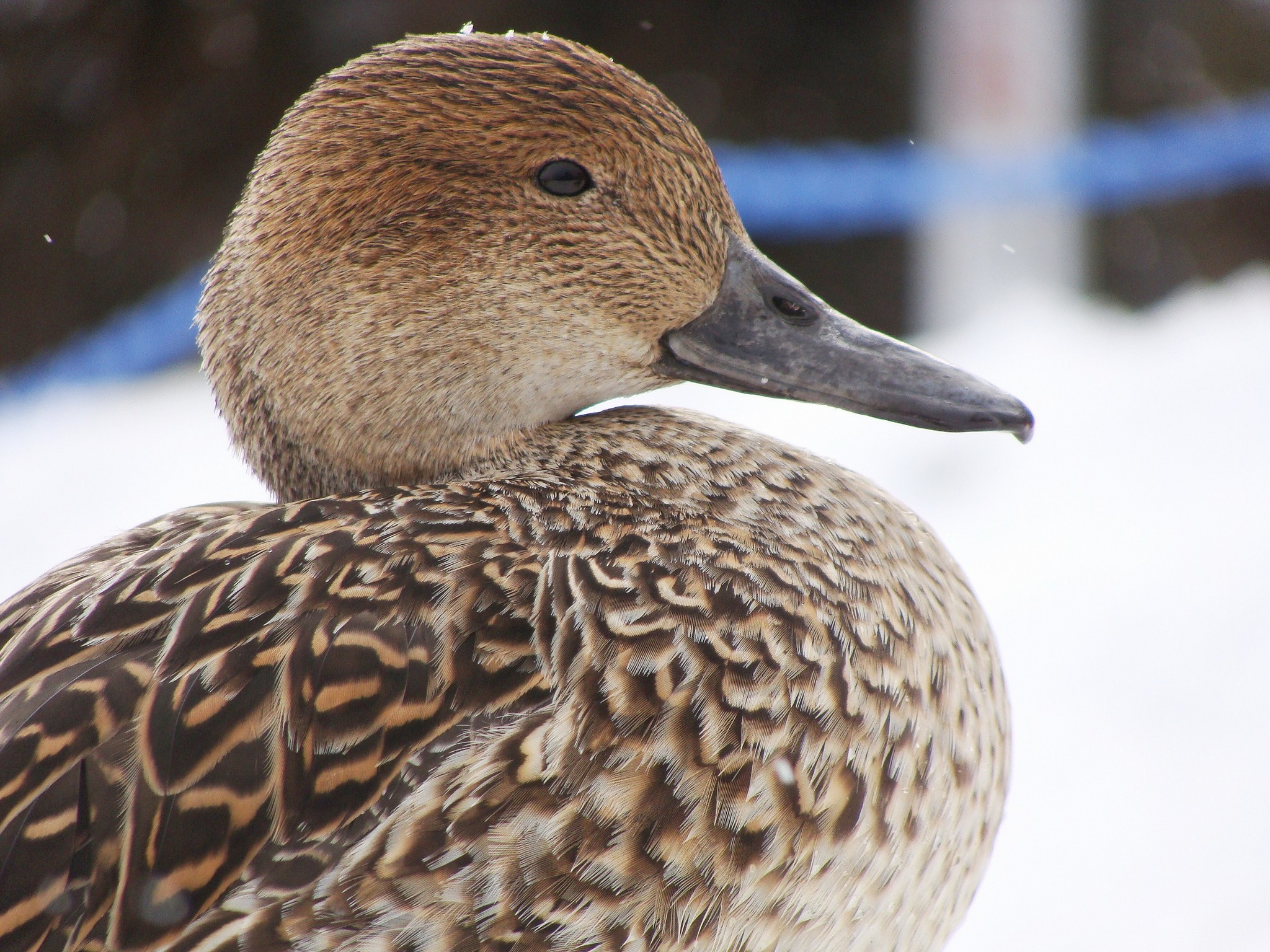
Самка крупным планом

Шилохвость своими размерами лишь ненамного уступает крякве, но в сравнении с ней выглядит значительно более изящно. Стройное телосложение дополняют тонкая удлинённая шея, заострённые крылья и острый игловидный хвост самца, хорошо заметный как у летящей, так и у сидящей на воде птицы. Благодаря последней особенности утка приобрела своё название — научное и на некоторых европейских языках, в том числе русское. Длина самцов 61—76 см (с учётом хвоста), длина самок 51—57 см, размах крыльев 80—95 см, масса самцов 550—1300 г, масса самок 400—1050 г.
Селезень в брачном наряде хорошо выделяется среди других уток, помимо шиловидного хвоста его характеризует особый окрас оперения. Голова каштанового цвета, более тёмная — почти чёрная — на затылке. По бокам головы позади кроющих ушей опускаются узкие белые полоски, которые на горле смыкаются между собой и образуют одну широкую белую полосу, проходящую через всю нижнюю часть туловища до подхвостья. Последнее двуцветное желтовато-чёрное, кроющие хвоста чёрные. Брюхо с продольными серыми пестринами. На светло-серых спине и боках развит тёмный струйчатый рисунок, на лопатках заметны чёрно-белые косицы перьев. Кроющие крыла серые, первостепенные маховые бурые. Зеркало фиолетовое с бронзовым отливом, имеет охристую окантовку спереди. Рулевые (за исключением удлинённой средней пары, окрашенной в чёрный цвет) серые.
Самка весь год, а также самец в летнем пере, окрашены более скромно в серовато-бурые тона с рыжими V-образными каёмками перьев. По окрасу утка мало чем отличается от самок других речных уток, и издалека её можно выделить по более стройной вытянутой фигуре, длинной шее и светлому клюву. На близком расстоянии можно обратить и на другие особенности вида: так, у шилохвости отсутствуют характерные для многих видов хохолки и тёмные полосы через глаз, зеркальце на крыле серовато-коричневое, не блестит либо имеет очень слабый зеленоватый отлив. У самок кряквы и серой утки клюв полностью либо частично жёлтый, самка свиязи в целом более рыжая и тёмная. У обоих полов шилохвости клюв серого цвета с чёрным ноготком, однако у самца он более светлый с голубоватым оттенком и имеет чёрную окантовку. В отличие от других видов, он всегда длиннее 4,4 см. Радужина буро-жёлтая либо светло-ореховая, ноги тёмно-серые. От кергеленской шилохвости, которую ранее рассматривали в качестве подвида обыкновенной, последнюю можно отличить по более крупному размеру и волнистому струйчатому рисунку на боках тела.

### Голос
Брачный крик селезня — короткий мелодичный свист, в начале которого можно услышать шипящие звуки — в целом получается что-то вроде «хх-трюк». Этот крик самец может издавать как на лету, так и сидя на воде, сопровождая его вздёрнутой вверх шеей. Очень похожий свист, но более высокий и без шипящего вступления, издаёт селезень чирка-трескунка. Самка крякает аналогично крякве и домашней утке, но более мягко и с постепенным затуханием.

### Особенности поведения
Шилохвость хорошо плавает, но ныряет плохо и крайне неохотно. Даже раненая утка старается уплыть не ныряя. Как правило, больших стай не образует; исключение составляет период миграции, когда на пролёте могут собраться сотни и даже тысячи уток.

## Распространение
Специалисты оценивают общую площадь гнездового ареала шилохвости в более чем 28 млн км², что делает её второй после кряквы (36 млн км²) наиболее распространённой уткой в мире. Кроме того, шилохвость дальше других речных уток гнездится на севере, часто достигая арктического побережья материков.

### Гнездовой ареал

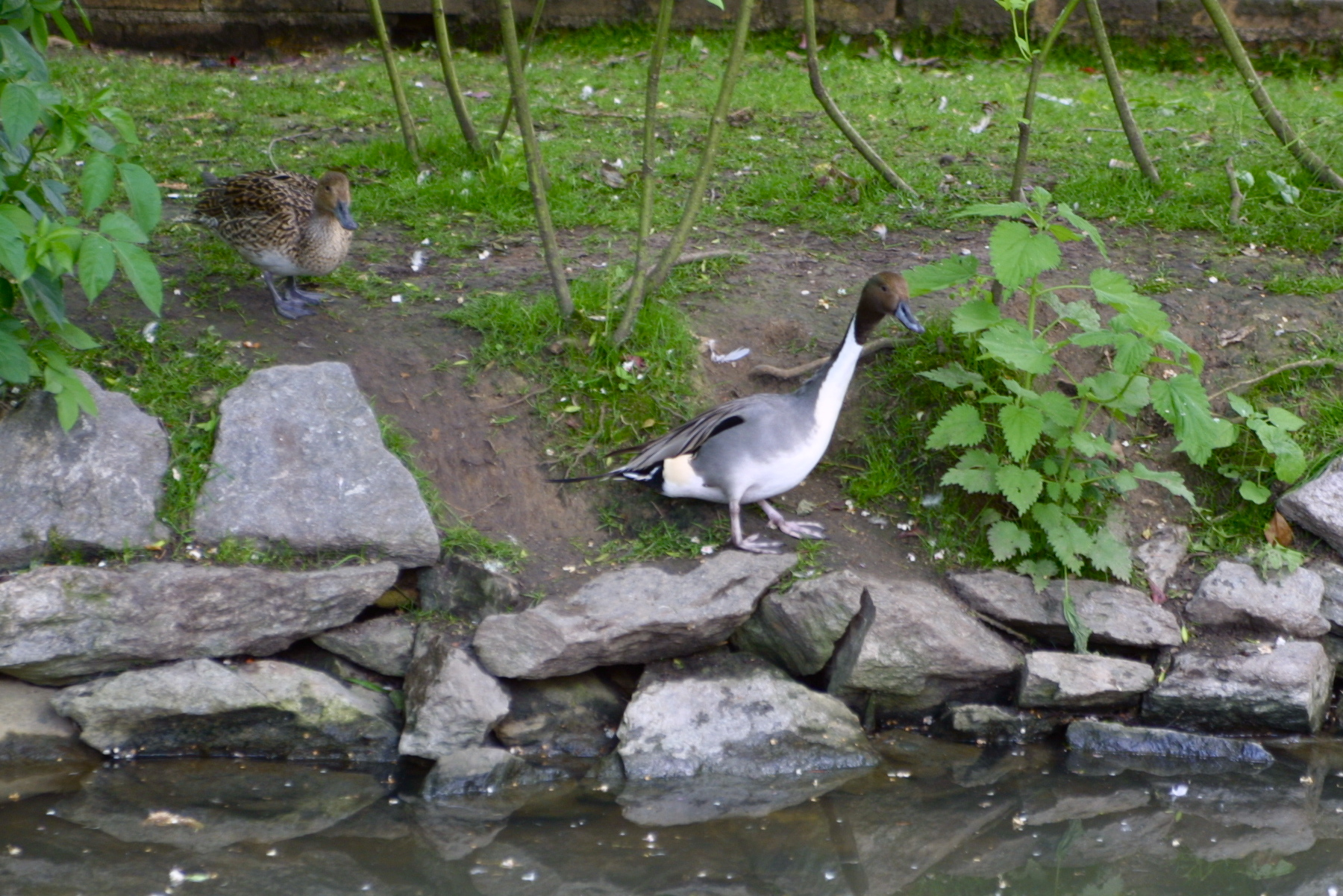
Благодаря длинной шее шилохвость достаёт корм с большей глубины, чем другие утки

Шилохвость населяет Европу, Азию и Северную Америку, где гнездится в промежутке от арктических тундр до степей. В Западной части Евразии наиболее многочисленна в полосе примерно между 60 и 70° с. ш. в зонах арктической тундры и лесотундры, местами селится в лесостепи. За пределами континента утка гнездится на западе Гренландии, в Исландии, на Фарерских островах, на севере Ирландии и спорадически в Великобритании. Изолированные участки гнездового ареала также отмечены на юге Испании, на юге Франции (в болотистой местности Камарг), дельте реки По, в районах, примыкающих к Северному и Балтийскому морям, а также в Австрии, Венгрии и Турции.
Основной участок ареала на территории Евразии начинается в Скандинавии и тянется к востоку до восточного побережья материка, а также охватывает Командорские, Курильские острова и Сахалин. На территории России утка гнездится почти повсеместно, однако крайне неравномерно — так, в средней Сибири птица наиболее обычна в северной тайге и лесотундре, а в тундре, южной тайге и подтайге встречается значительно реже. На территории России шилохвость не гнездится вовсе на Ямале севернее 71° с. ш., Таймыре севернее 74° с. ш., в полосе прибрежной тундры, в Европейской части России южнее Орловской, Воронежской и Саратовской областей, а также в южном Прибайкалье и Забайкалье. Южнее России птица гнездится лишь местами в Закавказье, на южном побережье Каспийского моря, в северной половине Казахстана к югу до Камыш-Самарских озёр, низовьев Тургая и Зайсанской котловины, а также в районе озера Сонкёль и в северной части Маньчжурии.
В Северной Америке шилохвость широко распространена на Аляске и в северных территориях Канады, за исключением Канадского Арктического архипелага и северной части Квебека и Лабрадора. На территории США вид на западном побережье достигает южной Калифорнии, однако отсутствует во многих южных штатах и на востоке не гнездится южнее реки Святого Лаврентия и штата Мэн.

### Зимовки

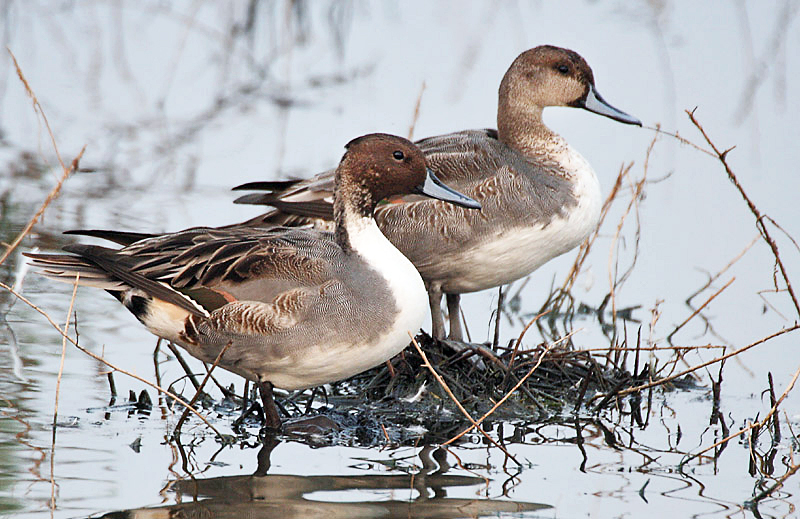
Два самца шилохвости в осеннем наряде на зимовке в округе Фаридабад (Индия)

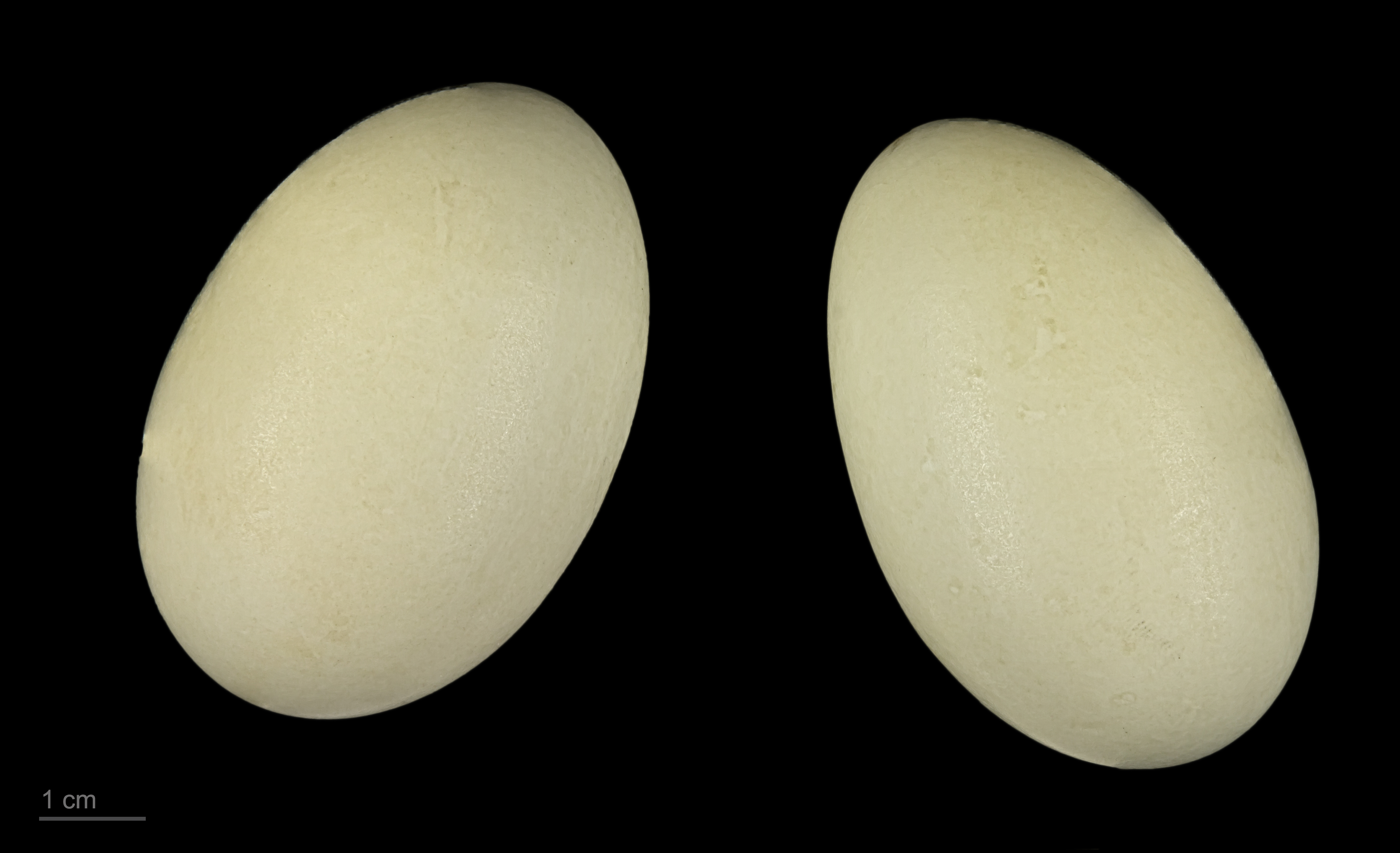
яйцо Anas acuta - Тулузский музеум

За исключением небольших популяций запада США и Великобритании, ведущих преимущественно оседлый образ жизни, шилохвость является типичной перелётной птицей. В Западной части Евразии можно выделить 3 основных направления зимовок, имеющие между собой зоны пересечения: к первой относится северо-запад и запад Европы, ко второй — Средиземноморье, побережье Чёрного моря и Западная Африка, к третьей — Восточная Африка, Ближний Восток и Персидский залив. Направления миграций одной и той же популяции могут меняться в зависимости от климатических условий в отдельные годы, таких аномально холодная зима в Европе либо засуха в африканской области Сахель. Очень незначительная часть птиц остаётся в центральной Европе. В Африке большая часть птиц достигает Сенегала, Мали, Нигерии, Чада, Судана и Кении. В значительно меньшем количестве птицы летят ещё дальше на юг — в Гану, Камерун, Уганду и Танзанию, а отдельные особи долетают до Руанды, Бурунди, Замбии, Зимбабве, Ботсваны и территории бывшей ЮАР-овской провинции Трансвааль. В Европе основные места зимовок находятся в Великобритании, северо-западной Франции, Бельгии, Нидерландах, Дании, Испании и Италии.

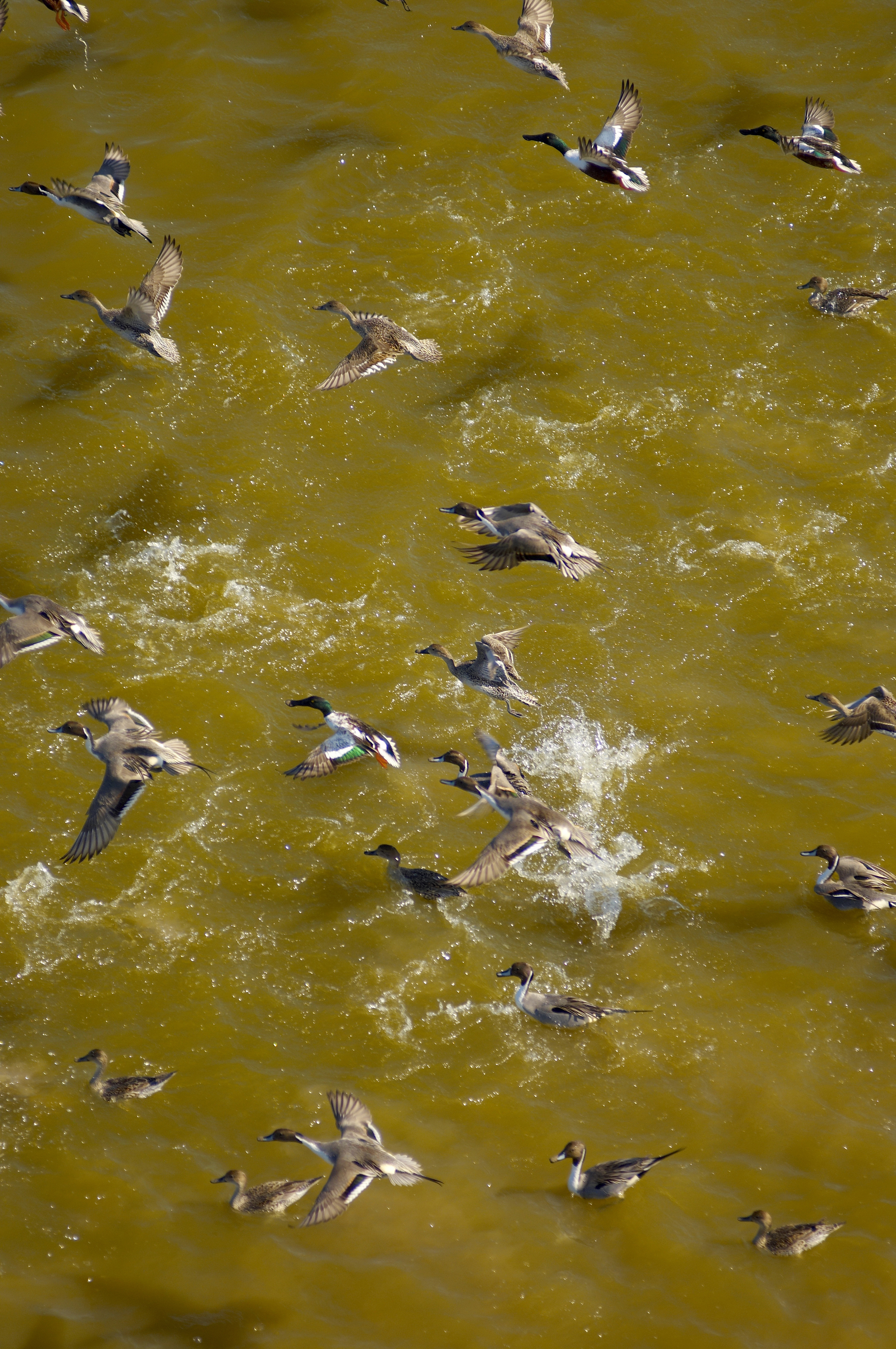
Шилохвости, зимующие в болотистой местности вдоль морского побережья Калифорнийского залива (в окрестностях города Кульякан, Мексика)

Из Средней Сибири утки летят в южном направлении — в районы, прилегающие к Каспийскому морю и Персидскому заливу, в Пакистан и Индию (в некоторых равнинных районах Индии шилохвости наряду с широконосками являются наиболее многочисленными зимующими утками). Из Восточной Сибири направление миграции по всей видимости идёт в юго-восточном направлении — в Японию, Южную Корею, Китай и страны Юго-Восточной Азии. Наиболее дальние залёты в Азии отмечены на Шри-Ланке и Борнео. В Америке основная масса шилохвостей мигрируют на запад (к берегам Калифорнийского залива) и на юг — в Луизиану, Мексику и далее, достигая северных районов Колумбии. Малая часть остаётся зимовать в суровых условиях Аляски и Скалистых гор, а отдельные птицы совершает необычно дальний, более 9000 км, перелёт и зимует на островах Тихого океана, в частности на Гавайях. Иногда регистрируют и транс-океанические путешествия: так, окольцованная в канадском Лабрадоре, спустя 9 лет была добыта охотником в Англии, а помеченные в Японии птицы были пойманы в 6 штатах США к востоку до Юты и Миссисипи.

### Линные скопления
Помимо собственно сезонной миграции, для самцов шилохвости, как и для многих других видов уток, характерны линные скопления. В конце мая либо первых числах июня с началом насиживания селезни покидают гнездовые участки, разлетаясь в разных направлениях, однако спустя некоторое время скапливаются в заранее определённых местах с хорошими защитными условиями — больших тростниковых озёрах, низовьях и дельтах крупных рек и т. п. Нередко такие места находятся на значительном удалении от гнездовий. Там же собираются и одинокие либо потерявшие кладку самки. Собственно полная линька продолжается с первой декады июня до конца августа, во время которой в течение около 4 недель птицы полностью утрачивают способность к полёту. На территории России традиционные линные скопления отмечены в дельтах Волги, Урала и Оби, в южном Ямале на реке Паюта, на озёрах Барабинской низменности, а также на озере Кургальджин в северном Казахстане. В Западной Европе многие птицы концентируются в Нидерландах, на североамериканском континенте — в степях плато Ллано-Эстакадо. Последовательность смены оперения одинакова у обоих полов, однако наседки начинают линять гораздо позже, когда потомство подросло и готовится стать на крыло.

### Места обитания
Несмотря на огромную область распространения, населяемые биотопы имеют много общего между собой. В гнездовой период это разнообразные открытые водоёмы внутреннего типа с изобилием невысокой водной и прибрежной растительности, имеющие мелководные участки глубиной от 10 до 30 см. Типичные места обитания — речные поймы с зарослями осоки, степные и верховые тундровые озёра, влажные и заливные луга. В зоне лесов утки чаще всего селятся на луговых поймах средних и крупных рек, в лесостепи наиболее обычны на заливных лугах рек и озёр. В общем случае шилохвости избегают лесных тенистых водоёмов, отдавая предпочтение открытой местности с густой травянистой растительностью. Тем не менее, в Америке утки часто ассоциируются с поросшими кустарником берегами, а на западе Канады также с молодыми тополиными рощами на болотах. В Сибири заметно различие между ландшафтами, занимаемыми кряквой и свиязью с одной стороны, и шилохвостью с другой. Если первые отдают предпочтение речным долинам и пойменным водоёмам, то вторая к тому же охотно заселяет озёра и болота водораздельных пространств лесотундры и тайги. На зимовках утки придерживаются аналогичных ландшафтов с учётом климата, но также встречаются на мелководных морских заливах с солоноватой водой, прибрежных болотах, заиленных участках рек.

## Питание

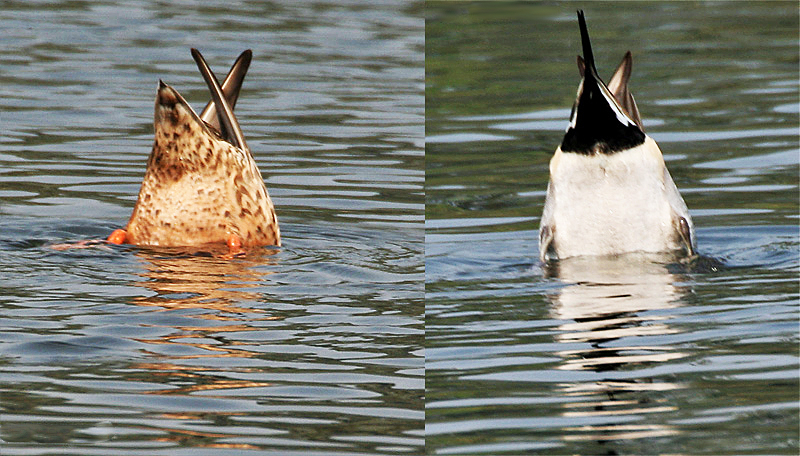
В поисках корма на дне шилохвости опрокидываются, но полностью не ныряют

Питание смешанное с преобладанием животных кормов в северной части ареала и растительных в южной. Как правило, корм добывает на мелководье небольших водоёмов — болот, небольших озёр, заводей, луж, заливных лугов. Полностью не ныряет, но опрокидывается, чтобы добыть корм со дна водоёма; этому способствует достаточно длинная шея, благодаря которой птица способна погрузиться на большую глубину, чем другие речные утки. Кроме того, шилохвость склёвывает пищу с поверхности воды и на суше. Осенью в рационе преобладают растительные корма, в том числе и на севере. Они широко представлены различными семенами и вегетативными частями водных и околоводных растений, в том числе рдеста, элодеи, валлиснерии, роголистника, ряски, камыша озёрного (Scirpus lacustris), наяды морской, зостеры, нимфейника (Nymphoides), осоки, горца, проса, клубнекамыша (Bolboschoenus), руппии морской (Ruppia maritima), сыти и др, а также нитчатых водорослей. В сентябре — ноябре, а также на зимовках птицы часто посещают убранные поля зерновых злаковых культур, нередко к тому времени подтопленные — риса, ячменя, проса, пшеницы, кукурузы, сорго. Весной с таянием снега возрастает доля животных кормов: вначале личинок хирономид, а в апреле также личинок ручейников. В мае и июне в рационе появляются моллюски (катушки, живородки, прудовики, дрейссена (Dreissena polimorpha), затворка (Valvata piscinalis), лунки (Theodoxus)), мелкие ракообразные (дафнии, бокоплавы, водяные ослики и др), личинки стрекоз, мух, комаров и жуков. В незначительной степени поедаются мелкая рыба, головастики, креветки, дождевые черви и пиявки.

## Размножение

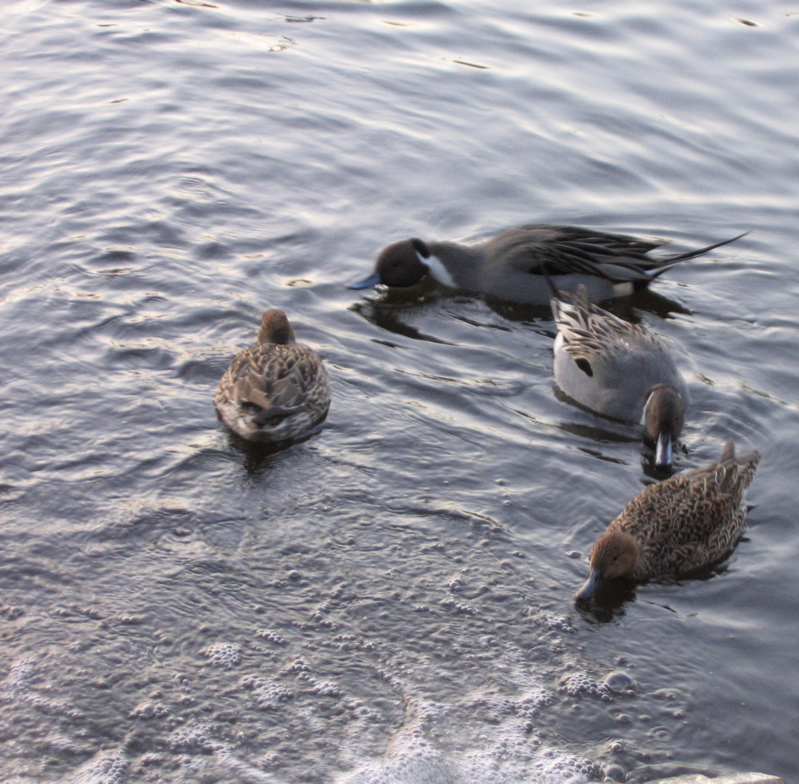
Брачные игры

Самцы и самки достигают половой зрелости к концу первого года жизни и, по всей видимости, большинство уток спаривается уже в этом возрасте. В декабре в местах зимовок начинается смешивание однополых стай, и самцы приступают к активному токованию. Брачное поведение самцов заключается в различных демонстративных позах, в которых он пытается привлечь внимание самки. В одной из этих поз селезень приподнимет раскрытое крыло перед самкой и, запрокинув голову за спину, проводит клювом по нижней части стержня перьев, издавая дребезжащий звук. Временами самец преследует самку с вытянутой шеей и издаёт характерный свист; при этом утка нередко отвечает, резко откидывая голову через плечо, как будто отгоняя гостя. Другое характерное действие самца заключается в следующем. Спокойно сидящий на воде селезень вдруг быстро приподнимается над водой, при этом оставляя клюв погружённым в воду. Затем внезапным резким движением голова с фонтаном брызг вскидывается вверх и издаётся свист. Наконец, для шилохвости, как и для чирка-свистунка, характерен неравномерный токовый полёт, во время которого небольшая группа птиц, состоящая из особей обоих полов, с втянутой шеей кружится над водой на высоте 5—7 метров. Полёт чередуется резкими взмахами крыльев и «приседанием» на хвост в наклонном положении под большим углом.

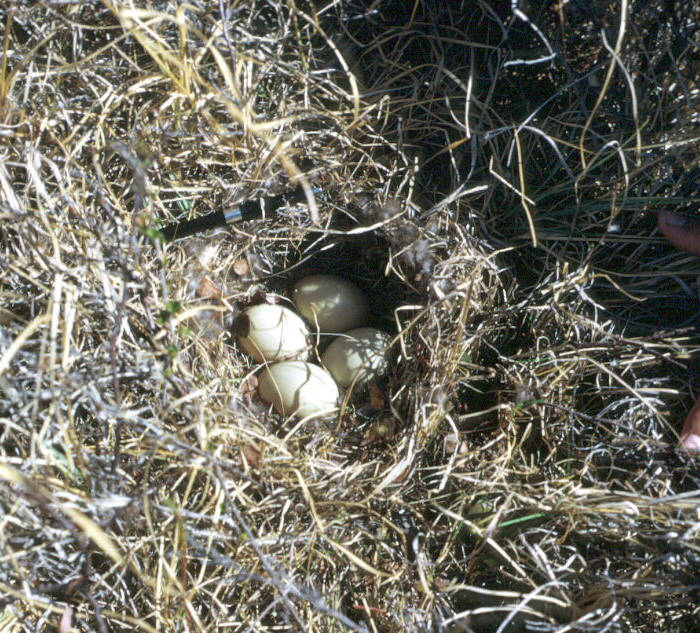
Гнездо в прошлогодней траве с кладкой

Образование пар происходит ещё на зимовках и к моменту весенней миграции большинство самок уже обзаводятся партнёрами. Тем не менее, брачные игры одиноких самцов могут продолжаться и на гнездовых участках вплоть до начала спаривания и откладывания яиц. Весной шилохвости возвращаются одними из первых уток, когда ещё реки скованы льдом и повсюду лежит снег: в южных частях ареала во второй половине марта — начале апреля, в северных — во второй половине мая либо начале июня. Как правило, весенний пролёт проходит в сжатые сроки, так что в течение нескольких дней прибывает основная масса птиц.
Вскоре после прилёта пары приступают к выбору места будущего гнезда. Самки шилохвостей более других уток склонны гнездиться на новом месте вдали от районов, где они появились на свет сами — по этой причине они часто выступают в роли первопроходцев новых территорий. Какая-либо территориальность не выражена, границы участка также не определены. Гнездо всегда расположено на земле, на свободном от древесной растительности и достаточно сухом участке на расстоянии до 1,5 км от водоёма — разреженных зарослях тростника или луговой травы, небольшом лишённом растительности сухом островке, осоковой кочке посреди заливного луга и т. п.. Обычно выбирается место с сохранившейся прошлогодней травой, которая выполняет роль укрытия, но также может быть и полностью открытым. Последние гнёзда часто разоряются хищниками, особенно в начальный период насиживания, пока не успела вырасти свежая трава. Другая опасность — паводковые воды, затапливающие гнездовья.

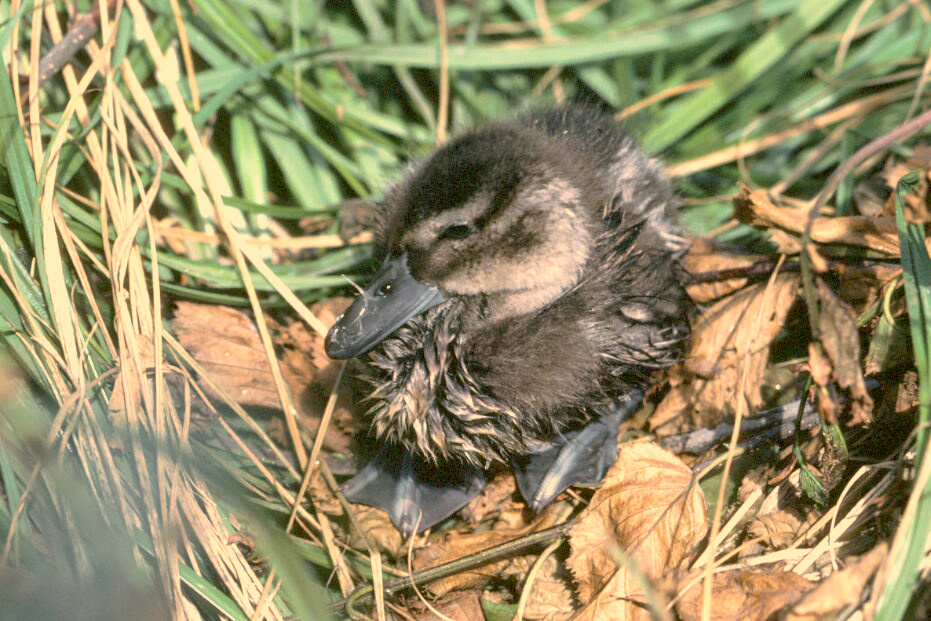
Только что появившийся на свет птенец

Самка лапами разгребает ямку глубиной 7,5—11 см и диаметром 22—28 см. Подстилка почти отсутствует, за исключением редких сухих травинок, однако по периметру гнезда имеется валик из тёмно-серого пуха. В сутки самка откладывает по одному яйцу, полная кладка содержит 5—12, чаще всего 7—10 яиц зеленоватой, бледно-оливковой либо желтоватой окраски. Размеры яиц: (49—62) х (33—42) мм. Если первоначальная кладка утрачена и климатические условия позволяют, самка откладывает повторно. Насиживание продолжается 22—24 дня. Через несколько дней после его начала самец навсегда покидает гнездо и откочёвывает на сезонную линьку. Вторую половину инкубации утка сидит очень плотно, не покидая гнезда. Вспугнутая человеком, она обливает яйца жидким зелёным помётом — такая же особенность поведения характерна и для других уток — кряквы, широконоски и обыкновенного гоголя. Птенцы выводкового типа, покрыты серовато-бурым пухом. Уже через несколько часов после появления на свет они выглядят вполне самостоятельными, неплохо бегают и держатся на воде, однако не ныряют. В возрасте двух недель масса птенцов почти достигает половины взрослой птицы, к этому времени у них начинает развиваться перьевой покров. Через 40—45 дней (на Аляске через 35—42 дня) после вылупления молодые поднимаются на крыло, после чего выводки распадаются и рассеиваются. Максимально известный возраст шилохвости — 27 лет 5 месяцев — был зарегистрирован в Нидерландах.

## Враги и паразиты
Шилохвости часто устраивают гнездо на открытом месте — это обстоятельство, наряду с более ранним по сравнению с другими утками началом сезона размножения, способствует частому нападению хищников и разорению гнёзд. По различным оценкам, выживаемость птенцов составляет от 32 до 68 %. Значительный урон наседкам и потомству приносят различные млекопитающие — лисицы, койоты, барсуки, скунсы, полосатые скунсы, суслики, енот-полоскун, а также пернатые хищники — чайки, сороки и другие врановые птицы. Для взрослых уток потенциальную опасность на земле представляют более крупные хищники типа рыси или ястреба-тетеревятника, в воздухе на них охотятся некоторые виды соколов, включая кречета.
Птицы чувствительны ко многим паразитным заболеваниям, в том числе к ботулизму, кишечной лямблии, криптоспоридиозу, заражению ленточными червями, кровососами и пухоедами. Широкую известность получил штамм вируса H5N1, вызывающий так называемый птичий грипп — обладая высокими патогенными свойствами, он способен передаваться человеку. Шилохвость наряду с кряквой, свиязью, чирком-свистунком, косаткой, чирком-клоктуном, чирком-трескунком и чёрной кряквой считаются традиционными переносчиками этой болезни.

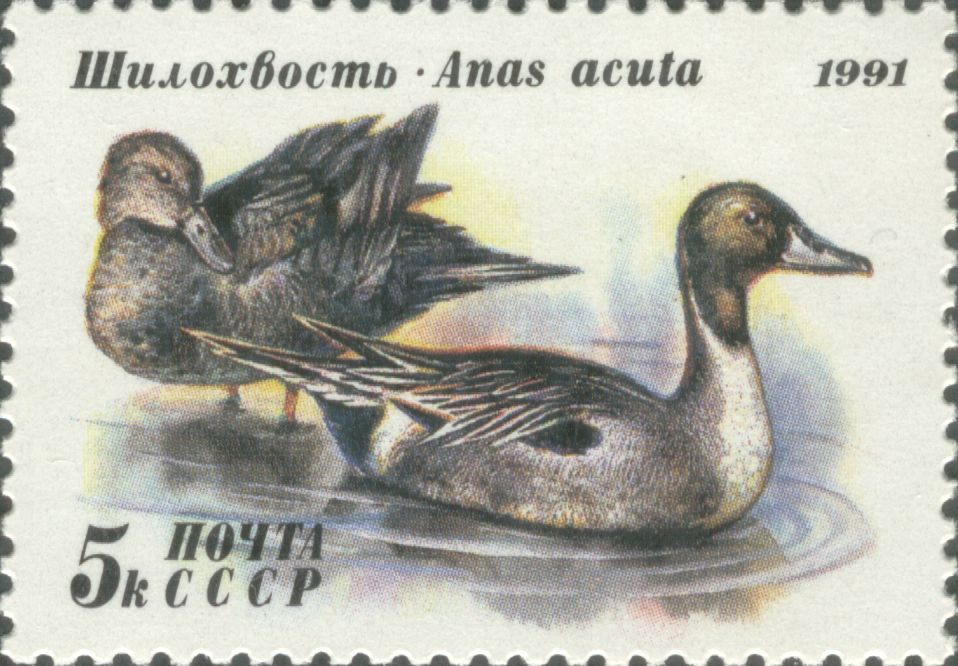
Почтовая марка, 1991 год. СССР

## Классификация
Первое таксономическое описание шилохвости появилось в 1758 году в работе шведского врача и натуралиста Карла Линнея «Система природы», в которой автор присвоил ей имя «Anas acuta». Это название, сохранившееся до настоящего времени, является производным от двух латинских слов: anas, буквально означающего «утка», и acutus — «острый».
В обширной группе речных уток, к которой принадлежит шилохвость, её ближайшими родственниками считаются желтоклювая (Anas georgica) и кергеленская (Anas eatoni) шилохвости. На основании морфологических, поведенческих и молекулярных особенностей всех шилохвостей иногда выделяют в род Dafila, описанный в 1824 году английским зоологом Джеймсом Стивенсоном.
Кергеленская шилохвость, в которую обычно включают 2 подвида — A. e. eatoni с архипелага Кергелен и A. e. drygalskyi с островов Крозе, ранее рассматривалась в качестве конспецифичной (то есть относящейся к тому же виду) по отношению к более распространённой шилохвости северного полушария. В отличие от своего северного родственника, у кергеленской шилохвости половой диморфизм развит в меньшей степени (самцы и самки похожи друг на друга). Несмотря на свой обширный ареал, обыкновенная шилохвость подвидов не образует, в отличие от островных видов, распространённых на очень ограниченной территории.